# Brusselse gewestverkiezingen 2014/Kandidatenlijst/Groen
Dit is de kandidatenlijst van Groen voor de Brusselse gewestverkiezingen van 2014. De verkozenen staan vetgedrukt.

## Effectieven
1. Bruno De Lille
2. Annemie Maes
3. Arnaud Verstraete
4. Vera Larock
5. Alain Beeckmans
6. Katia Van Den Broucke
7. Mo Taleb
8. Cindy Worms Alout
9. Luc De Wilde
10. Veerle Vandenabeele
11. Abderrahman Dmam
12. Griet Hubrechts
13. Hilde Fauconnier
14. Simon Boone
15. Nathalie Slosse
16. Yannis Derbali
17. Luc Denys

## Opvolgers
1. Jos Raymenants
2. Nathalie De Swaef
3. Bram Moerman
4. Malou Fagard
5. Frédéric Roekens
6. Soetkin Hoessen
7. Jan Versijpt
8. Rita Van Moll
9. Simon Horsten
10. Noor D'Heere
11. David Tanoh
12. Marijn De Smet
13. Kris Vanslambrouck
14. Anne-Marie Croes
15. Marcel Rijdams
16. Ann Croeckaert